# Ивлиев, Иван Дмитриевич
Иван Дмитриевич И́влиев (2 [15] января 1916, Лопатино, Сергачский район — 10 февраля 1966, Горький) — советский военачальник, участник Великой Отечественной войны, Герой Советского Союза (13.09.1944), генерал-лейтенант (1963).

## Биография

### Ранние годы
Родился 2 (15) января 1916 года в селе Лопатино (ныне — Сергачский район Нижегородской области). После окончания семи классов школы и подготовительного курса Курмышского политпросветтехникума учился в Сергачском педагогическом техникуме.

### Служба в армии и военные годы
В декабре 1933 года призван на службу в Рабоче-крестьянскую Красную Армию Сергачским районным военкоматом. Служил в 1-й механизированной бригаде имени Калиновского, в ноябре 1934 года направлен на учёбу в Орловскую бронетанковую школу имени М. В. Фрунзе. В 1936 году окончил её и в декабре 1936 года назначен командиром танкового взвода 3-й запасной танковой бригады Московского военного округа (Рязань). С февраля 1937 года командовал взводом в 30-й химической танковой бригаде того же округа (Ярославль), в июле 1938 года назначен помощником командира танковой роты по технической части в этой бригаде. Бригада была вооружена огнемётными танками.
В 1939 году окончил Курсы усовершенствования командного состава. После их окончания вернулся в ту же бригаду в апреле 1939 года на должность командира танковой роты. В составе бригады участвовал в советско-финской войне. С 31 октября 1940 года служил старшим адъютантом танкового батальона 35-го танкового полка 18-й танковой дивизии (Калуга).
С июня 1941 года — на фронтах Великой Отечественной войны, когда в составе дивизии был переброшен на Западный фронт. С конца августа 1941 года — адъютант старший танкового батальона 127-й танковой бригады 16-й армии Западного фронта, с ноября 1941 года — командир роты тяжелых танков 117-го танкового полка 58-й танковой дивизии в той же армии, с 28 января 1942 года был адъютантом командующего 30-й армии Калининского фронта. С мая 1942 года — командир батальона, затем заместитель командира 143-й танковой бригады 30-й армии. На этих постах в первый год войны участвовал в боях в Белостокско-Минском сражении, в Лепельском контрударе, Смоленском сражении, в битве за Москву. Несколько раз попадал в окружение.
С сентября 1942 года командовал 240-й танковой бригадой в 30-й армии Западного фронта. Во главе бригады участвовал в операции «Марс». С 27 января 1943 года — командир 240-го отдельного танкового полка. С 11 марта по 15 декабря 1943 года — командир 237-го отдельного танкового полка 13-й армии (в составе Центрального, Воронежского, 1-го Украинского фронтов). Во главе полка участвовал в Курской битве и в битве за Днепр. С 16 декабря 1943 года командовал 101-й танковой бригадой 19-го танкового корпуса на Западном и Брянском фронтах.
С 24 декабря 1943 года по 17 марта 1944 года командовал 36-й гвардейской танковой бригадой 4-го гвардейского механизированного корпуса на 3-м Украинском фронте. Участвовал в Березнеговато-Снигирёвской операции, по итогам которой 36-я гвардейская танковая бригада стала Краснознамённой. Сам же комбриг Ивлиев 17 марта 1944 года был ранен в бою в районе села Михайловка Николаевского района.
После выхода из госпиталя в июне 1944 года подполковник назначен командиром 3-й танковой бригады 23-го танкового корпуса 2-го Украинского фронта. Сражался при освобождении Украинской и Молдавской ССР.
Особенно отличился во время Ясско-Кишинёвской операции. Находясь в передовых частях корпуса, бригада успешно продвинулась на 80 километров вперёд, переправилась через реки Сирет, Молдова и Бистрица, освободила города Тыргу-Фрумос и Роман, а также перекрыла пути к отступлению трём дивизиям вермахта и одному румынскому корпусу. В тех боях танкисты его бригады уничтожили 15 танков и штурмовых орудий, более 80 артиллерийских орудий, захватили в плен около 26000 немецких и румынских солдат и офицеров.
Указом Президиума Верховного Совета СССР от 13 сентября 1944 года за «образцовое выполнение боевых заданий командования на фронте борьбы с немецкими захватчиками и проявленные при этом мужество и героизм» подполковник Ивлиев был удостоен звания Героя Советского Союза с вручением ордена Ленина и медали «Золотая Звезда» за номером 2571.
В завершающий год войны во главе бригады освобождал Румынию, Венгрию, Чехословакию в ходе Дебреценской, Бухарестско-Арадской, Будапештской, Западно-Карпатской и Венской наступательных операций.

### После войны
После окончания войны продолжил службу в Советской Армии. Почти год командовал той же бригадой, затем командовал полками: с марта по июль 1946 года — 115-м гвардейским танко-самоходным в Прикарпатском военном округе, с сентября 1946 по март 1950 — 87-м гвардейским тяжелым танково-самоходным в Южной группе войск (Румыния), с марта 1950 по январь 1951 — 110-м тяжелым танко-самоходным в Прикарпатском военном округе. В 1951 году окончил курсы усовершенствования офицерского состава при Военной академии бронетанковых и механизированных войск имени И. В. Сталина. С января 1952 года командовал 52-м отдельным учебным танковым полком, с июля 1953 по ноябрь 1954 года — 19-й гвардейской механизированной дивизией.
В 1956 году окончил Высшую военную академию имени К. Е. Ворошилова. С ноября 1956 года — командир 20-й танковой дивизии в Северной группе войск (Польша), с августа 1958 года — командир 23-й гвардейской Таманской мотострелковой дивизии Московского военного округа. С мая 1962 года командовал 13-м гвардейским армейским корпусом.
Депутат Верховного Совета СССР, делегат XXII съезда КПСС.

### Смерть

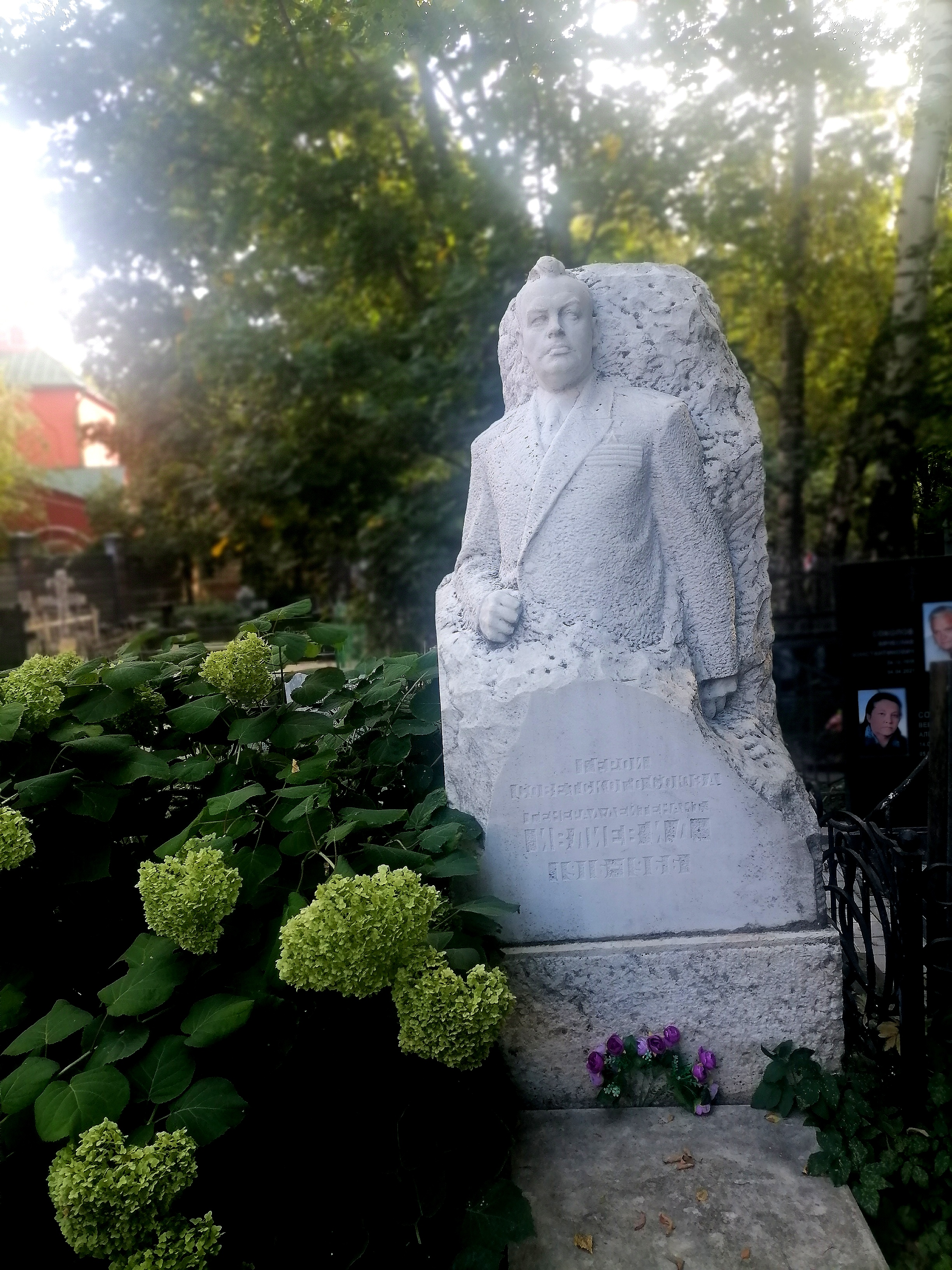
Могила Героя Советского Союза И. Д. Ивлиева. Нижний Новгород, Бугровское кладбище

Генерал-лейтенант И. Д. Ивлиев погиб 10 февраля 1966 года в автокатастрофе. Похоронен на Бугровском кладбище Нижнего Новгорода.

## Награды
- Герой Советского Союза (13.09.1944, медаль «Золотая Звезда» № 2571)[9];
- орден Ленина (13.09.1944)[9];
- три ордена Красного Знамени (17.09.1942[3], 07.08.1943[10], 05.11.1954[11]);
- орден Суворова II степени (19.03.1944)[12];
- орден Богдана Хмельницкого II степени (28.04.1945)[13];
- орден Красной Звезды (20.06.1949)[11];
- медаль «За отвагу» (25.04.1942)[14];
- медаль «За боевые заслуги» (03.11.1944)[15];
- ряд других медалей СССР[6]
- орден Красного Знамени (ВНР, 04.1955)[16]

## Воинские звания
- лейтенант (05.01.1936);
- старший лейтенант (28.03.1939);
- капитан (23.04.1942);
- майор (10.05.1942);
- подполковник (29.10.1942);
- полковник (19.06.1945);
- генерал-майор танковых войск (31.05.1954);
- генерал-лейтенант (22.02.1963).

## Память

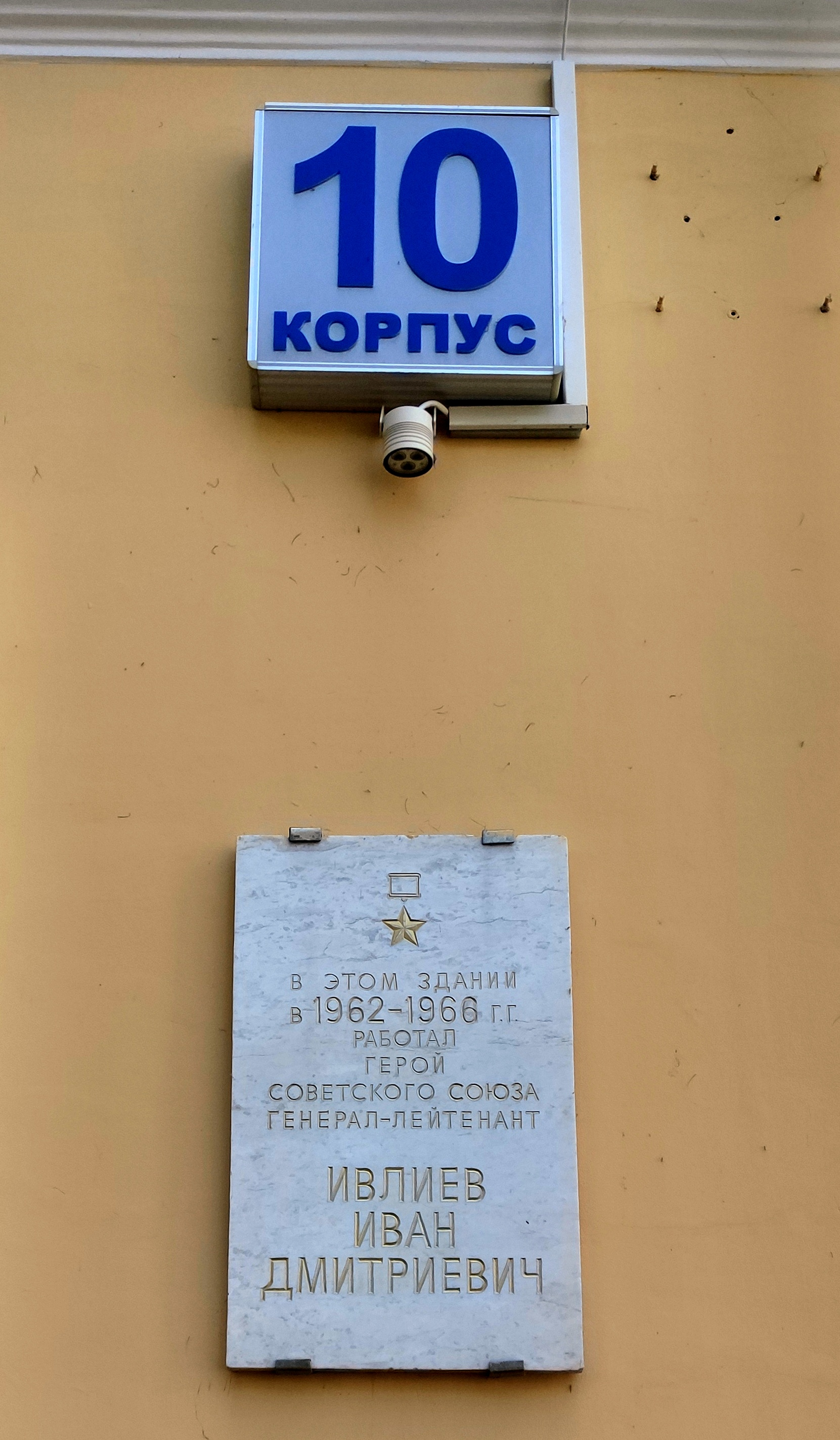
Мемориальная доска памяти И. Д. Ивлиева на корпусе 10 Нижегородского кремля, где он работал в 1960-х годах

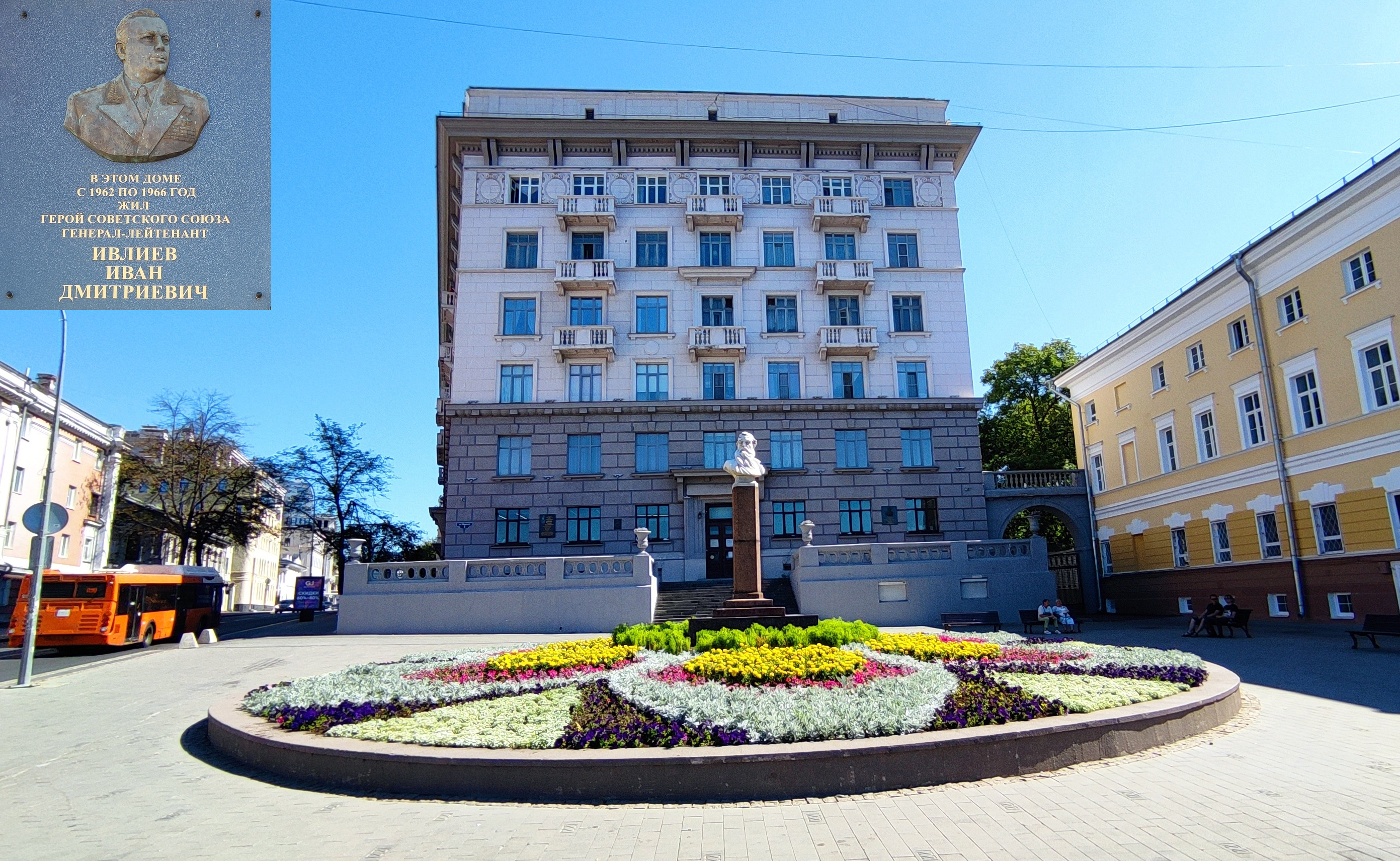
Мемориальная доска памяти И. Д. Ивлиева на доме 1 по улице Минина, где он жил в Нижнем Новгороде

- В честь И. Д. Ивлиева названы улицы в Нижнем Новгороде и Сергаче, а также школа в его родном селе[6]
- В Нижнем Новгороде мемориальные доски установлены в Кремле на корпусе 10, где работал Ивлиев и на доме 1 по улице Минина, где он жил